# فینال جام باشگاه‌های آسیا ۹۱–۱۹۹۰
فینال جام باشگاه‌های آسیا ۹۱–۱۹۹۰ مسابقه پایانی دهمین دوره جام باشگاه‌های آسیا است که در ۲۹ ژوئیه ۱۹۹۱ (۷ مرداد ۱۳۷۰) در ورزشگاه ملی بنگلادش شهر داکا بین دو تیم استقلال ایران و لیائونینگ چین در جام باشگاه‌های آسیا ۹۱–۱۹۹۰ برگزار شد.
این دومین حضور هر دو تیم در فینال جام باشگاه‌های آسیا بود و تیم چینی به عنوان مدافع عنوان قهرمانی در مسابقه حاضر شد.
این دیدار با نتیجه ۲–۱ به سود تیم استقلال به پایان رسید. گل‌های تیم استقلال را رضا حسن‌زاده و صمد مرفاوی به ثمر رساندند. برای تیم لیائونینگ نیز ژو هوی گلزنی کرد.

## پیشینه حضور در فینال و قهرمانی
هر دو تیم برای دومین مرتبه بود که به فینال جام باشگاه‌های آسیا می‌رسیدند. نخستین حضور استقلال در فینال مسابقات باشگاهی قهرمانی آسیا ۱۹۷۰ بود که این تیم با نام پیشینش، تاج، در آن مسابقه حاضر شد. تاج در آن بازی تیم اسرائیلی هاپوئل تل‌آویو را با نتیجه ۲–۱ از پیش رو برداشته بود. تیم لیائونینگ چین نیز برای دومین مرتبه در فینال حاضر می‌شد. حضور قبلی این تیم در فینال جام باشگاه‌های آسیا ۱۹۸۹ بود که با پیروزی ۳–۲ در مجموع دو بازی رفت و برگشت بر تیم ژاپنی نیسان(یوکوهاما مارینوس فعلی) غلبه کرد و عنوان قهرمانی را از آن خود کرد.

## مسیر تا فینال
| تیم     | امتیاز | بازی | برد | مساوی | باخت | گل‌زده | گل‌خورده | تفاضل‌گل |
| ------- | ------ | ---- | --- | ----- | ---- | ----- | ------- | ------- |
| استقلال | ٣      | ۲    | ۱   | ۱     | ۰    | ۲     | ۱       | ۱       |
| السد    | ۱      | ۲    | ۰   | ۱     | ۱    | ۱     | ۲       | -۱      |

| السد | ۱–۱ | استقلال   |
| ---- | --- | --------- |
|      |     | مرفاوی ۳' |

| استقلال    | ۱–۰ | السد |
| ---------- | --- | ---- |
| مرفاوی ۸۵' |     |      |

| تیم       | بازی | امتیاز |
| --------- | ---- | ------ |
| ۲۵ آوریل  | ۲    | ۴      |
| لیائونینگ | ۲    | ۲      |
| نیسان     | ۲    | ۰      |

| تیم         | بازی | امتیاز |
| ----------- | ---- | ------ |
| استقلال     | ۳    | ۵      |
| ۲۵ آوریل    | ۳    | ۳      |
| محمدان      | ۳    | ۳      |
| بانک بانکوک | ۳    | ۱      |

| تیم         | بازی | امتیاز |
| ----------- | ---- | ------ |
| لیائونینگ   | ۲    | ۳      |
| پلیتاجایا   | ۲    | ۲      |
| النصر سلاله | ۲    | ۱      |

## مسابقه

### جزئیات
| استقلال                  | ۲–۱ | لیائونینگ چین |
| ------------------------ | --- | ------------- |
| حسن‌زاده ۲۲' · مرفاوی ۷۵' |     | ژو هوی ۵۰'    |

| استقلال:       |                  |     |
|                |                  |     |
| ۱              | احمدرضا عابدزاده |     |
| ۵              | شاهین بیانی (ک)  |     |
| ۳              | صادق ورمزیار     |     |
| ۴              | رضا حسن‌زاده      |     |
|                | امیر موسوی‌نیا    |     |
| ۶              | مهدی فنونی‌زاده   |     |
| ۱۰             | شاهرخ بیانی      |     |
| ۸              | امیر قلعه‌نویی    |     |
| ۷              | مجید نامجومطلق   | '۶۰ |
| ۹              | عباس سرخاب       |     |
| ۱۲             | صمد مرفاوی       | '۸۹ |
| تعویضی‌ها:      |                  |     |
|                | غلامرضا نعلچگر   | '۶۰ |
| ۱۷             | عبدالعلی چنگیز   | '۸۹ |
| سرمربی:        |                  |     |
| منصور پورحیدری |                  |     |

| لیائونینگ: |     |                |
|            |     |                |
|            | چین | ژائو تانو      |
|            | چین | ژائو فائو بینگ |
|            | چین | فوبو           |
|            | چین | دونگ لی کیانگ  |
|            | چین | وانگ جیونگ     |
|            | چین | لی کیانگ       |
|            | چین | سوئی مینگ      |
|            | چین | سانگ پویی      |
|            | چین | وو وهویی       |
|            | چین | هانگ چونگ      |
|            | چین | مالین          |
| تعویضی‌ها:  |     |                |
|            | چین |                |
|            | چین |                |
| سرمربی:    |     |                |
| چین        |     |                |

| مقامات رسمی مسابقه داور اصلی: ماسایوشی اوکادا(ژاپن) | قوانین بازی - ۹۰ دقیقه - ۳۰ دقیقه وقت اضافه - ضربات پنالتی بعد از پایان وقت قانونی - ۳ تعویض برای هر تیم |

## یادداشت
1. ↑  نام باشگاه فوتبال تاج تهران در فروردین ۱۳۵۸ به باشگاه فوتبال استقلال تهران تغییر کرد.
2. ↑  تیم الرشید عراق به دلیل آغاز جنگ خلیج فارس از حضور در مرحله یک چهارم نهایی مسابقات انصراف داد